# Норт-Стар (Делавер)
Норт-Стар (англ. North Star) — переписна місцевість (CDP) в окрузі Нью-Касл штату Делавер США. Населення — 7980 осіб (2010).

## Географія
Норт-Стар розташований за координатами 39°45′15″ пн. ш. 75°44′7″ зх. д. / 39.75417° пн. ш. 75.73528° зх. д. (39.754141, -75.735305).  За даними Бюро перепису населення США в 2010 році переписна місцевість мала площу 17,62 км², з яких 17,62 км² — суходіл та 0,00 км² — водойми.

## Демографія
Згідно з переписом 2010 року, у переписній місцевості мешкало 7980 осіб у 2745 домогосподарствах у складі 2433 родин. Густота населення становила 453 особи/км².  Було 2794 помешкання (159/км²).
Расовий склад населення:
| - 87,5 % — білих - 7,8 % — азіатів - 3,1 % — чорних або афроамериканців - 0,3 % — осіб інших рас |

До двох чи більше рас належало 1,2 %. Частка іспаномовних становила 1,7 % від усіх жителів.
За віковим діапазоном населення розподілялося таким чином: 25,5 % — особи молодші 18 років, 62,6 % — особи у віці 18—64 років, 11,9 % — особи у віці 65 років та старші. Медіана віку мешканця становила 45,2 року. На 100 осіб жіночої статі у переписній місцевості припадало 96,6 чоловіків;  на 100 жінок у віці від 18 років та старших — 96,6 чоловіків також старших 18 років.
Середній дохід на одне домашнє господарство  становив 170 281 долар США (медіана — 142 622), а середній дохід на одну сім'ю — 182 932 долари (медіана — 153 472). Медіана доходів становила 107 907 доларів для чоловіків та 60 625 доларів для жінок. За межею бідності перебувало 1,0 % осіб, у тому числі 0,4 % дітей у віці до 18 років та 0,9 % осіб у віці 65 років та старших.
Цивільне працевлаштоване населення становило 4030 осіб. Основні галузі зайнятості: освіта, охорона здоров'я та соціальна допомога — 26,6 %, виробництво — 16,6 %, фінанси, страхування та нерухомість — 14,4 %.